# Luwunggede
Luwunggede is een bestuurslaag in het regentschap Brebes van de provincie Midden-Java, Indonesië. Luwunggede telt 6337 inwoners (volkstelling 2010).